# Јадовица
Јадовица је насељено мјесто у општини Прњавор, Република Српска, БиХ. Према попису становништва из 1991. у насељу је живјело 93 становника.

## Становништво
| Националност       | 1991. | 1981. | 1971. | 1961. |
| Срби               | 92    | 92    | 94    | 120   |
| остали и непознато | 1     | 2     |       |       |
| Укупно             | 93    | 94    | 94    | 120   |

| Демографија | Демографија | Демографија |
| Година      | Становника  | Становника  |
| ----------- | ----------- | ----------- |
| 1961.       | 120         |             |
| 1971.       | 94          |             |
| 1981.       | 94          |             |
| 1991.       | 93          |             |